# Leioproctus semiviridis
Leioproctus semiviridis là một loài Hymenoptera trong họ Colletidae. Loài này được Cockerell mô tả khoa học năm 1930.